# Yushan Shuiku
Yushan Shuiku (kinesiska: 雨山水库) är en reservoar i Kina. Den ligger i provinsen Shandong, i den östra delen av landet, omkring 470 kilometer öster om provinshuvudstaden Jinan. Yushan Shuiku ligger 87 meter över havet. Arean är 0,32 kvadratkilometer. Trakten runt Yushan Shuiku består till största delen av jordbruksmark. Den sträcker sig 0,4 kilometer i nord-sydlig riktning, och 1,2 kilometer i öst-västlig riktning.
Genomsnittlig årsnederbörd är 717 millimeter. Den regnigaste månaden är juli, med i genomsnitt 210 mm nederbörd, och den torraste är januari, med 14 mm nederbörd.